# Ortsverein
Ortsverein (oft abgekürzt mit OV) ist eine Bezeichnung für die in der Regel unterste Gliederung einer Partei oder eines Verbandes oder Vereins in Deutschland. Er ist vor allem in der SPD (und der Sozialdemokratie nahestehenden Verbänden wie Arbeiterwohlfahrt, Gewerkschaften) sowie beim Deutschen Roten Kreuz und beim Deutschen Imkerbund üblich, findet sich aber auch vereinzelt bei anderen Verbänden. Die SPD kennt als Einheit unter dem Ortsverein oft noch die so genannte Abteilung.
Als Ortsvereine werden oft auch sämtliche am Ort ansässigen Vereine ohne höhere Ebenen (bspw. Sportverein, Schützenverein, Musikverein, Brauchtumsverein, Trachtenverein, Feuerwehrverein) bezeichnet. Meistens wird das Zusammenleben in der Ortschaft oder Gemeinde durch diese Vereine mitgestaltet.
Ortsverband wird analog von CDU, AfD, FDP, Bündnis 90/Die Grünen und Die Linke verwendet. In manchen Kreisverbänden, die das Gebiet einer kreisfreien Stadt umfassen, findet auch der Begriff „Stadtbezirksverband“ Verwendung.
Die nächste Ebene bildet in der Regel der Kreisverband, dann der Bezirksverband, der Landesverband und der Bundesverband. 
In der Schweiz gibt es keine einheitliche Regelung, da keine Partei in jeder Gemeinde der Schweiz besteht. Meistens werden sie als Orts-, Bezirks- oder Quartiersektion bezeichnet, wobei dieser Ausdruck auch Kantonalparteien bezeichnen kann.